# Federazione calcistica dell'Azerbaigian
La Federazione calcistica dell'Azerbaigian (aze. Azərbaycan Futbol Federasiyaları Assosiasiyası, acronimo AFFA) è l'ente che governa il calcio in Azerbaigian.
Fondata nel 1992, ha sede nella capitale Baku e controlla il campionato nazionale, la coppa nazionale e la Nazionale del paese.

## Storia
La AFFA è stata fondata il 26 marzo 1992, in seguito all'indipendenza dell'Azerbaigian dopo la caduta dell'URSS. Il 23 febbraio 2009, insieme a Şenes Erzik, vice presidente della UEFA, l'AFFA annuncia la formazione dell'Academy.
Dopo la fondazione della Federazione, nel 2010 si è deciso di adottare un nuovo logo.
Nel 2012, si è tenuta un'elezione con Rovnag Abdullayev come unico candidato: questo ha reso l'assemblea piena di controversie.

## Galleria d'immagini

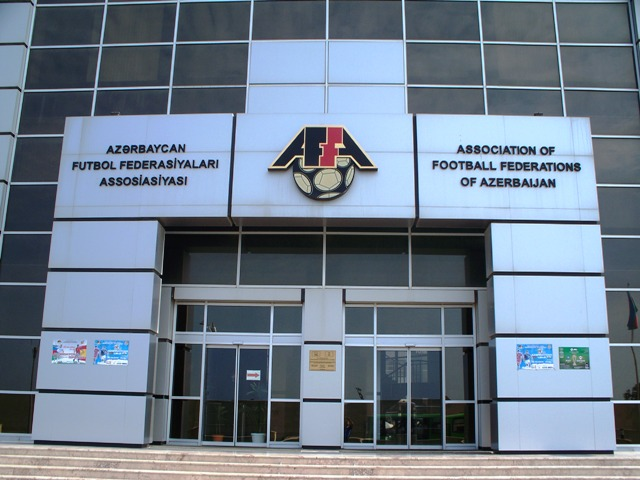
Sede della Federazione calcistica azera a Baku (2009)
Logo usato dal 1992 al 2010